# ستيف إدواردز
ستيف إدواردز (بالإنجليزية: Steve Edwards)‏ (11 يناير 1958 في المملكة المتحدة - ) هو لاعب كرة قدم بريطاني في مركز الدفاع. لعب مع أولدهام أثلتيك ونادي ترانمير روفرز لكرة القدم ونادي روتشديل ونادي كرو ألكساندرا ونادي أوزورتي تاون ‏.